# Нікола Вічентіно

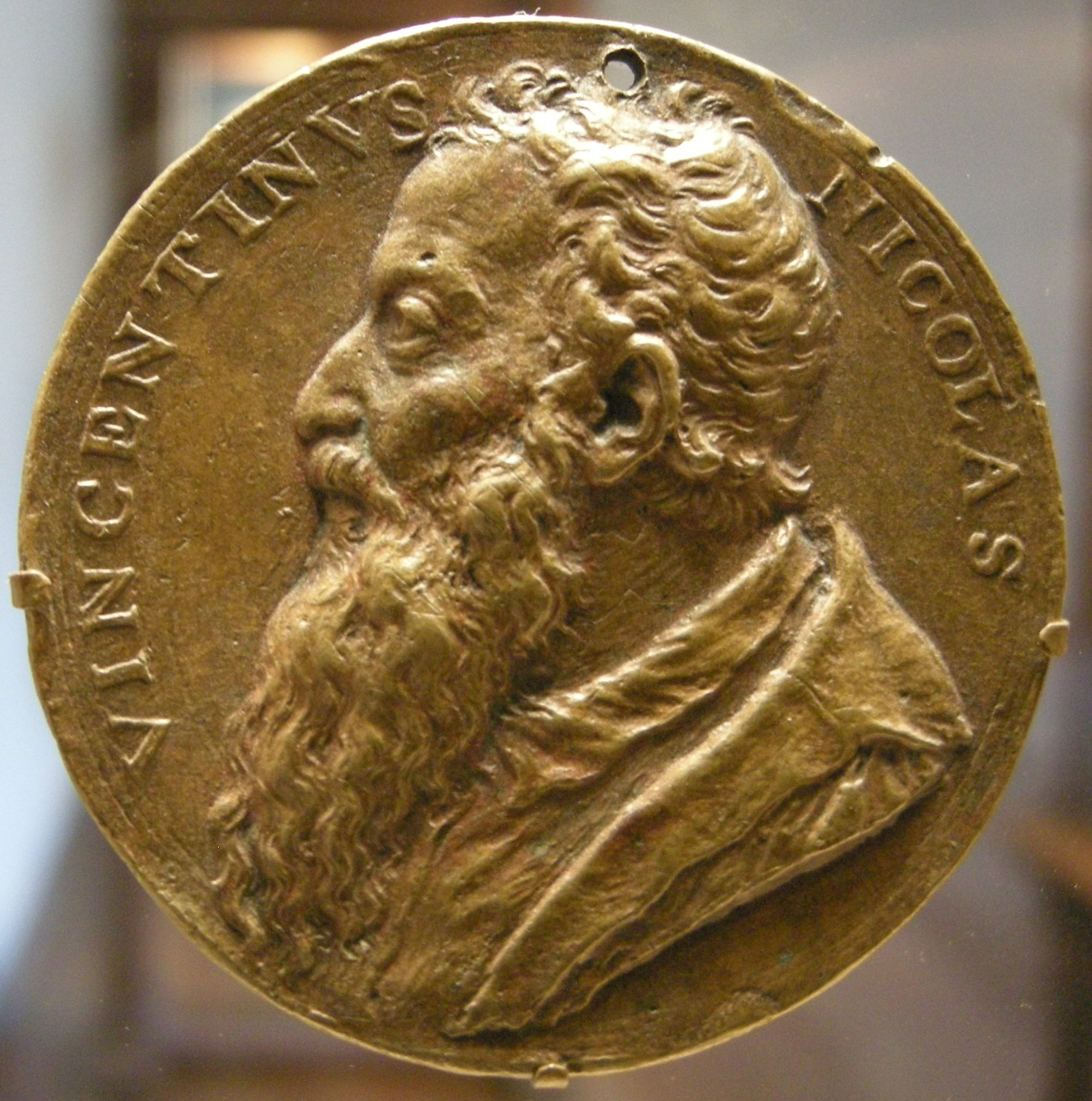
Алессандро Вітторія, medaglia di Don Nicola Vicentino (близько 1555)

Нік'ола Вічент'іно (італ. Nicola Vicentino; Нікола Вічентієць; Віченца 1511 — Рим 1572) — італійський композитор пізнього Відродження, представник Венеційської школи та теоретик музики.

## Біографія
Єдиними певними відомостями щодо перших років життя та музичної освіти Нікола Вічентіно, є те, що він сам подає на титульній сторінці своєї першої книги мадригалів, де оголошує себе учнем Адріана Вілларта.
У Феррарі певно був на службі у кардинала Іпполіто II д'Есте, а також викладачем музики різних членів родини герцога Ерколе II д'Есте.
Досвідчений композитор, донині ще відомий передусім через знакомиті дебати з португальським композитором та теоретиком музики Вісенте Лузітано, які мали місце у 1551 році у Римі, куди Вічентіно переїхав зі своїм покровителем. Його витримана аргументація обґрунтовувала думку, що сучасна їм музика пояснюється діатонікою, хроматикою та енгармонізмом, на противагу Лузітано, який наполягав на тому, що більша частина музики може бути пояснена лише діатонікою. темперовану діатонічну музику з додаванням хроматизмів (оригінальний термін "musica partecipata e mista) він справедливо вважав повсякденною італійською практикою. Проте папські кантори Бартоломео Ескобедо та Ґізелін Данкертс, запрошені визначити, хто з двох теоретиків має рацію, присудили перемогу Лузітано. Однак несприятливе завершення не збентежило Вічентіно, який ясно виклав свої докази у трактаті Старовинна музика зведена до сучасної практики (італ. L’antica musica ridotta alla moderna prattica), Рим, 1555.
Задля практичного ілюстрування переконливості своїх спекуляцій, понад те сконструював два інструменти: аркічембало (архічембало) (з тридцятьма шістьма клавішами в октаві) та аркіорган (архіорган), в яких дієзи відрізнялись від бемолів; вони демонстрували, як можуть відтворюватися звуки у всіх трьох системах.
Після нетривалого перебування у Римі, Вічентіно повернувся до Феррари, а пізніше переїхав до Сієни. У 1563 році став капельмейстером Собору Санта Марія Аннунчата у Віченці, повернувшись таким чином у рідне місто, хоча й ненадовго — у 1565 році він погодився на місце у Мілані. Близько 1570 року мав деякі контакти з баварським двором у Мюнхені, втім він міг ніколи там і не побувати. Помер у Мілані під час епідемії бубонної чуми 1575—1576 років, однак точна дата його смерті невідома.

## Музичні твори
Композиторських праць Вічентіно до нашого часу добулося мало:
- Перша книга мадригалів для 5 голосів (Венеція, 1546)
- П'ята книга мадригалів для 5 голосів (Мілан, 1572)
- Книга мотетів (Moteta, liber quartus)
- Фрагменти мотетів для 5 та 6 голосів, а також деякі інші поодинокі твори

Перша книга мадригалів написана у традиціній техніці. П'ята книга мадригалів містить велику кількість хроматизмів. Зразки новаторських творів, що ілюструють енармоніку Вічентіно, нині є лише у нотних прикладах до його теоретичної праці. Існували й інші (опубліковані за життя композитора) мадригали, але вони втрачені.

## Bibliografia
- Nicola Vicentino, L' antica musica ridotta alla moderna prattica [Архівовано 4 лютого 2012 у Wayback Machine.], Antonio Barre, Roma, 1555
- Patrizio Barbieri, Enharmonic instruments and music, 1470—1900, Il Levante Libreria Editrice, Latina, 2008